# District d'Ustaritz
Le district d'Ustaritz est une ancienne division territoriale française du département des Basses-Pyrénées de 1790 à 1795.
Il fut créé par le décret de l'Assemblée constituante du 8 février 1790. Ce décret indiquait que les "districts auront provisoirement seulement, pour limites, celles propres aux provinces du Béarn, de Soule, Navarre et Labour". Le district d'Ustaritz correspondait donc au territoire du Labourd.
Il était composé des cantons d'Ustaritz, Bardos, Bayonne, Biarrits, Cambo, Espelette, Hasparren, Macaye, Mouguerre, Saint Jean de Luz, Saint Pée, Sare et Urrugne.
Les districts disparaissent de la législation en 1795 et la loi du 28 pluviôse an VIII (17 février 1800) les  remplace par les arrondissements.
Le territoire du district d'Ustaritz se trouve alors intégralement inclus dans l'arrondissement de Bayonne auquel est également adjointe une partie du district de Saint-Palais.